# Protodriloides chaetifer
Protodriloides chaetifer is een borstelworm uit de familie Protodriloididae. Het lichaam van de worm bestaat uit een kop, een cilindrisch, gesegmenteerd lichaam en een staartstukje. De kop bestaat uit een prostomium (gedeelte voor de mondopening) en een peristomium (gedeelte rond de mond) en draagt gepaarde aanhangsels (palpen, antennen en cirri).
Protodriloides chaetifer werd in 1926 voor het eerst wetenschappelijk beschreven door Remane.